# Trgovska hiša v Šiški
Trgovska hiša v Šiški je modernistična zgradba, ki stoji med Celovško cesto (nosi naslov Celovška cesta 111) in Trg prekomorskih brigad v Zgornji Šiški (Ljubljana).

## Zasnova
Trgovsko hišo oz. Trgovsko hišo Komunalnega centra v Šiški (objekt B) je bila zgrajena v letih 1960-64 po načrtih arhitekta Miloša Bonče.
Prvotno sta bili načrtovani dve trgovski hiši, od katerih je bila zgrajena le ena. Sama stavba je zasnovana kot »kot izrazito linearen in prosojen objekt, ki sledi modernističnim idejam pretoka prostora – zastekljeni obod ponuja vizualno povezavo trga in mestne vpadnice«, pri čemer »je členjena na štiri dele, ki jih združuje poudarjen strešni venec«. Členitve med deli predstavljajo »vhod, obešeno krožno stopnišče in servisni blok«, pri čemer ima vsak izmed štirih delov lastno (skladiščno) klet, pritličje ter nadstropje. Na skrajnem zahodu stavbe (v nadstropju) je balkon, ki se razprostira proti trgu. Arhitekturno je stavba pomembna zaradi: »širše urbanistične ureditve, subtilne vertikalne in horizontalne členitve fasadnega plašča in obdelave strehe oz. venca objekta«.
Bonča je za to stavbo leta 1964 prejel nagrado Prešernovega sklada in nagrado Zveze arhitektov Jugoslavije.
Leta 2007 je bila hiša (oz. paviljon) razglašena za kulturni spomenik lokalnega pomena.
Trenutno stanje stavbe ni najboljše, saj je bila nestrokovno in neslogovno prenovljena oz. obnovljena v določenih elementih.

## Zanimivosti
V neposredni bližini je tudi Bonboniera, delo istega avtorja.